# 五老ヶ滝
五老ヶ滝（ごろうがたき）は、熊本県上益城郡山都町にある滝。矢部四十八滝の一つ。古くは轟川（とどろきがわ）と呼んでいた五老ヶ滝川の水が流れ落ちる。上流150mほどに通潤橋がある。

## 概要
水量が豊富で、落差50mで断崖や滝壺も広く、阿蘇カルデラ起源の溶結凝灰岩を穿って流れ落ちる。矢部四十八滝中、千滝、聖滝、越早滝や福良滝と同規模で最大級の滝である。
国の重要文化財である通潤橋とあわせ公園化されており、散策路が整備され周遊できる。
滝壺側に吊り橋が架けられ、滝壺まで降りなくても、滝の姿を見ることができるようになっている。時間帯によって、虹が出る。歩道は濡れて滑りやすい。
滝の下流にはダムが築かれ、やがて笹原川と合流する。古くはこのあたりに田吉橋という石橋があった。

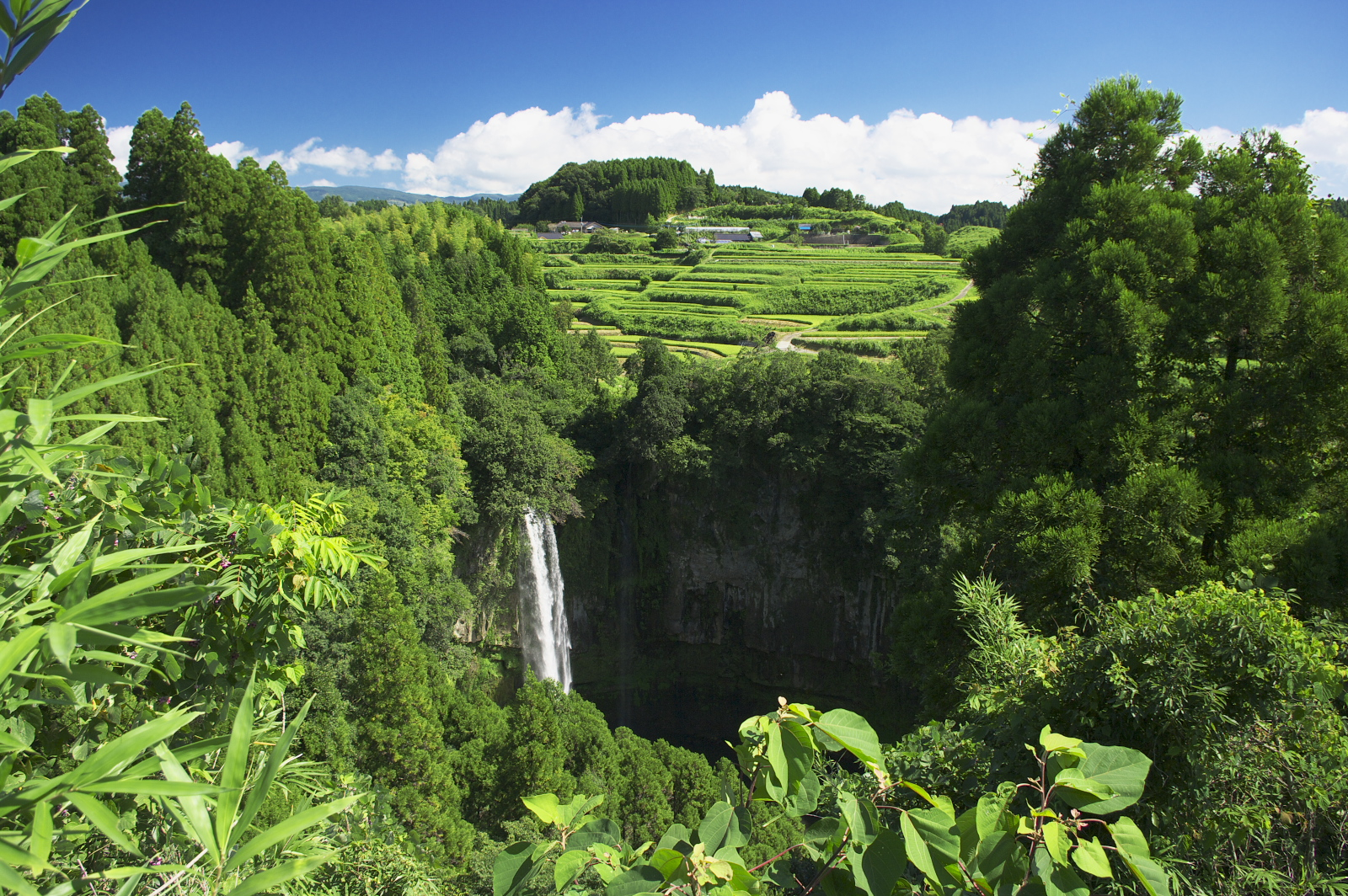
駐車場近くから

## 交通アクセス
- 熊本桜町バスターミナルから熊本バス通潤山荘ゆきに乗車し終点下車、徒歩5分（380m）。
- 九州中央自動車道山都通潤橋インターチェンジから約2㎞。